# Gail Halvorsen

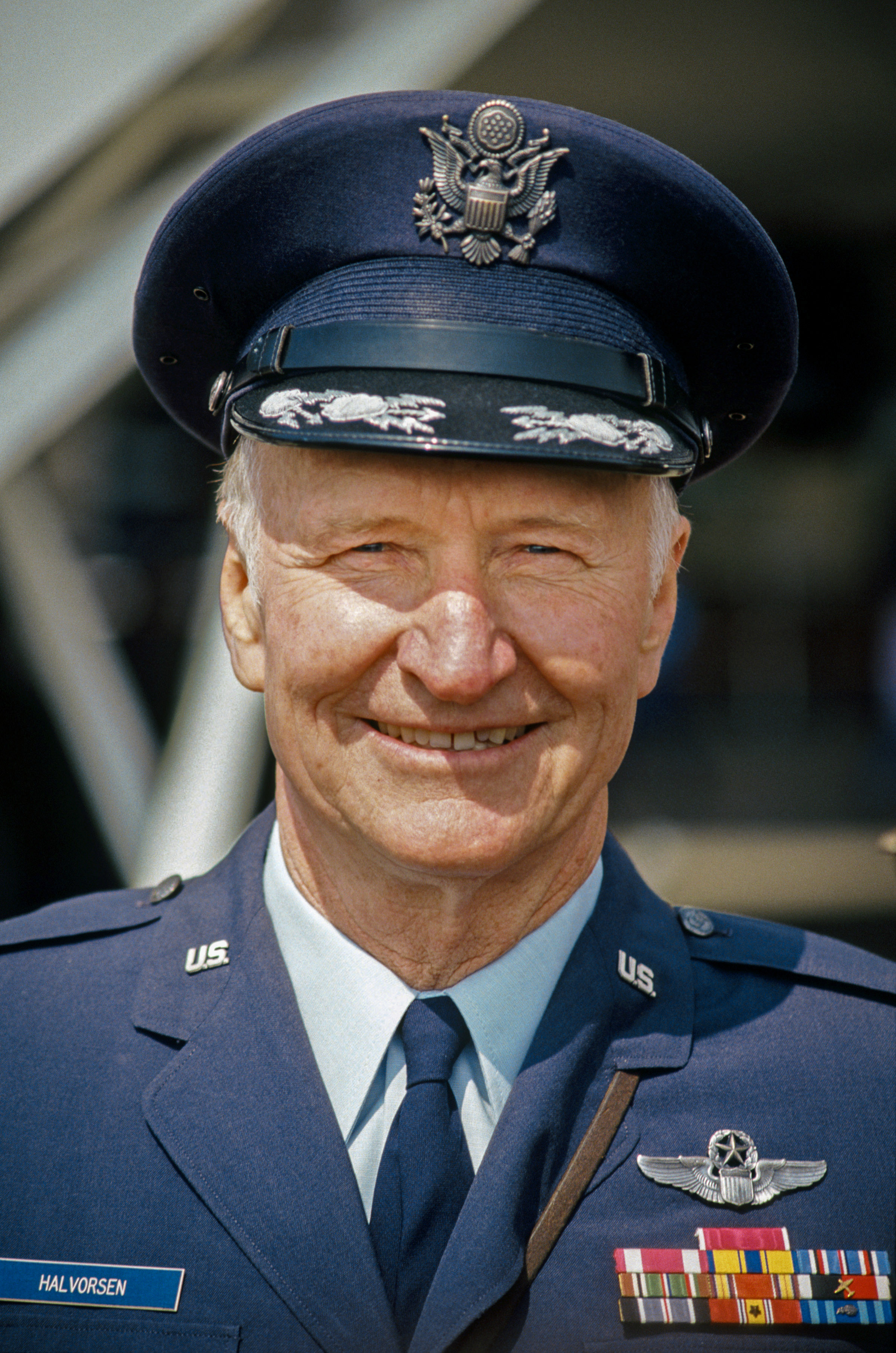
Gail Halvorsen

Gail Seymour “The Candy Bomber” Halvorsen (Salt Lake City, 10 de outubro de 1920 – Provo, 16 de fevereiro de 2022) foi um oficial sênior e piloto de comando da Força Aérea dos Estados Unidos. Ele é mais conhecido como o "Berlin Candy Bomber" ou "Uncle Wiggly Wings" e ganhou fama por lançar doces para crianças alemãs durante o transporte aéreo de Berlim de 1948 a 1949.

## Vida
Halvorsen cresceu na zona rural de Utah e sempre teve o desejo de voar. Ele obteve sua licença de piloto particular em 1941 e depois se juntou à Civil Air Patrol. Ele se juntou às Forças Aéreas do Exército dos Estados Unidos em 1942 e foi designado para a Alemanha em 10 de julho de 1948, para ser piloto da ponte aérea de Berlim. Halvorsen pilotou C-47 e C-54 durante a ponte aérea de Berlim ("Operação Vittles"). Durante esse tempo, ele fundou a "Operação Little Vittles", um esforço para elevar o moral em Berlim, lançando doces via pára-quedas em miniatura para os moradores da cidade. Halvorsen começou "Little Vittles" sem autorização de seus superiores, mas no ano seguinte tornou-se um herói nacional com o apoio de todos os Estados Unidos. A operação de Halvorsen deixou cair mais de 23 toneladas de doces para os moradores de Berlim. Ele ficou conhecido como o "Berlin Candy Bomber", "Uncle Wiggly Wings" e "The Chocolate Flier".
Halvorsen recebeu vários prêmios por seu papel na "Operação Little Vittles", incluindo a Medalha de Ouro do Congresso. No entanto, "Little Vittles" não foi o fim da carreira militar e humanitária de Halvorsen. Nos 25 anos seguintes, Halvorsen fez ações com doces na Bósnia-Herzegovina, Albânia, Japão, Guam e Iraque. A carreira profissional de Halvorsen incluiu vários cargos notáveis. Ele ajudou a desenvolver naves espaciais tripuladas reutilizáveis na Diretoria de Espaço e Tecnologia e serviu como comandante do Aeroporto Tempelhof de Berlim. Aposentou-se em agosto de 1974 após registrar mais de 8 000 horas de voo. De 1976 a 1986, Halvorsen atuou como Reitor Assistente de Vida Estudantil na Brigham Young University (BYU).